# Charles Mills, II barón de Hillingdon
Charles William Mills (26 de enero de 1855 – 6 de abril de 1919), II barón de Hillingdon, fue un banquero británico y un político del Partido Conservador que representó a la circunscripción de Sevenoaks en la Cámara de los Comunes entre 1885 y 1892. Hijo de Charles Mills, I barón de Hillingdon y de Louisa Isabella Lascelles, hija de Henry Lascelles, III conde de Harewood, heredó el título de barón de Hillingdon tras la muerte de su padre en 1898. Ese mismo año encargó al arquitecto Edwin Lutyens la construcción de Overstrand Hall, una casa de campo en Overstrand (Norfolk). Fue teniente de la Queen's Own West Kent Yeomanry y socio del banco Glyn, Mills & Co. Murió a los 64 años debido a una bronconeumonía y fue sucedido en la baronía por su hijo Arthur. Estuvo casado, desde 1886, con Alice Marion Harbord, hija de Charles Harbord, V barón de Suffield.